# Fritz Baumann (Maler)

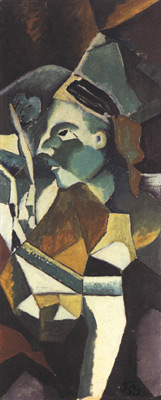
Fritz Baumann: Selbstbildnis, 1916

Fritz Baumann (* 3. Mai 1886 in Basel; † 9. Oktober 1942 ebenda) war ein Schweizer Maler.

## Leben
Fritz Baumann absolvierte von 1902 bis 1905 eine Malerlehre und begann 1905 ein Kunststudium an der Gewerbeschule bei Fritz Schider, das er 1906/07 an der Kunstakademie München fortsetzte. Danach war er in Rom, 1909 in Paris, 1910/11 in Karlsruhe, von 1911 bis 1913 wieder in Paris. Im Jahr 1913 stellte er beim Ersten Deutschen Herbstsalon in Berlin die drei Holzschnittarbeiten La vie dans la rue,
Café und Blatt 47 aus. Danach war er wieder in Basel tätig und leistete von 1915 bis 1918 Wehrdienst im Tessin. Ab 1914 war er Lehrer an der Frauenarbeitsschule, von 1915 bis 1942 Lehrer für Farbe und Form an der Allgemeinen Gewerbeschule Basel.
Baumann war 1918 Mitbegründer der Basler Künstlergruppe Das Neue Leben, die bereits 1919 wieder aufgelöst wurde. 1919 war er Mitunterzeichner der Zürcher Dada-Gruppe Radikale Künstler.
Ihn verband sein Leben lang eine enge Freundschaft mit den zwei Schweizer Malern Arnold Brügger und Otto Morach. Baumann war in verschiedenen Stilrichtungen zu Hause, am meisten Beachtung finden aber seine expressionistischen Werke.  Den grössten Teil seiner Werke aus den Jahren 1916–1920 zerstörte der Künstler in einer depressiven Phase, indem er sie in den Rhein warf. Auch später wurde Baumann immer wieder von Depressionen heimgesucht. Am 9. Oktober 1942 nahm er sich das Leben. Seine letzte Ruhestätte fand er auf dem Friedhof am Hörnli in Riehen.

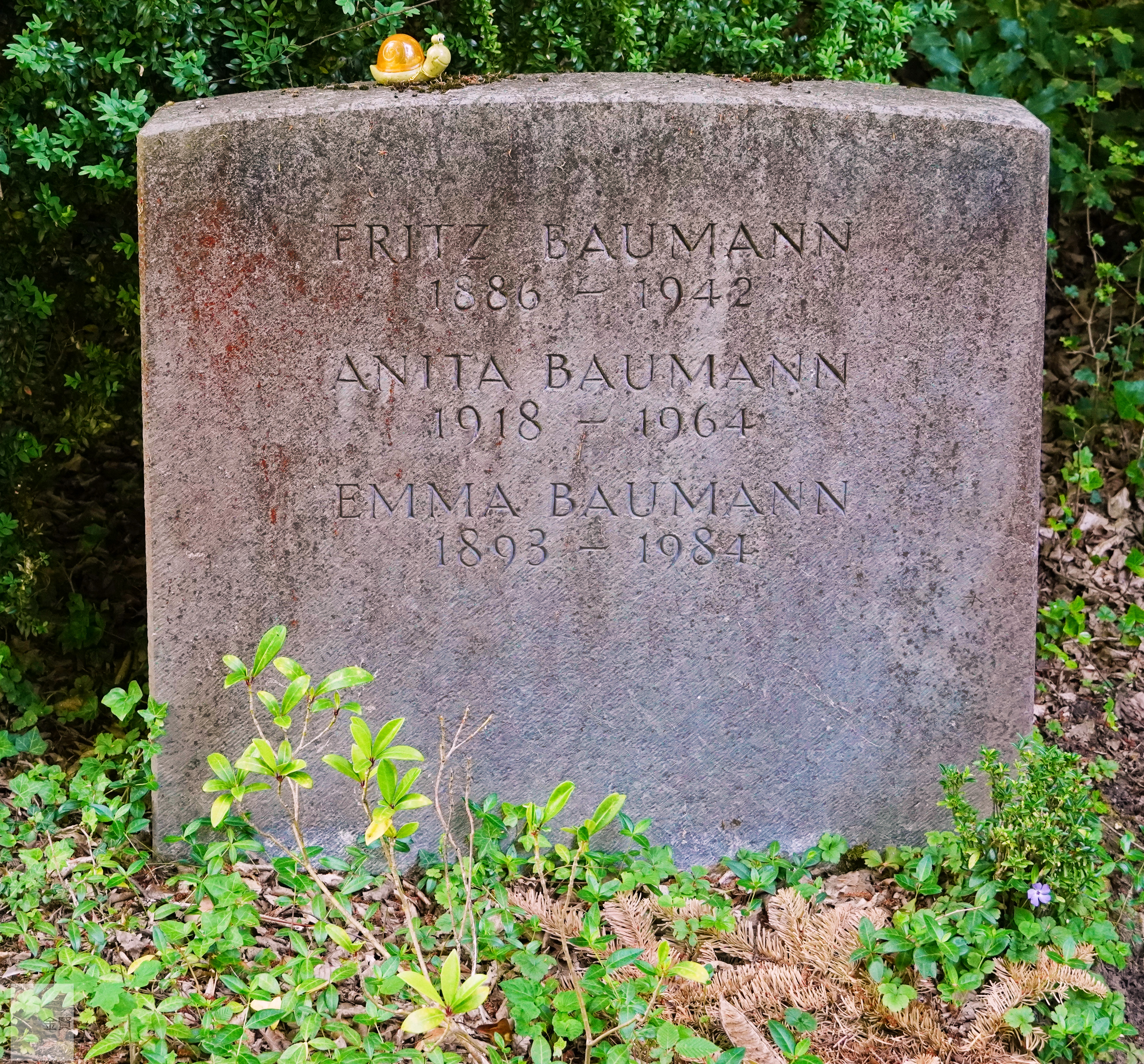
Familiengrab Baumann-Ziswyler auf dem Hörnli

Baummanns jüngere Schwester war Clara Louise Grübel-Baumann (* 5. April 1889; † 18. Juli 1954). Sie war die Mutter des Diplomaten Albert Grübel (1918–2002).